# Indalecio Soriano Fuertes
Indalecio Soriano Fuertes (Cella, Terol, 21 d'abril de 1787 - Madrid, 21 d'agost de 1851 va ser un compositor i professor. A través de l'obra del seu fill Historia de la música espanyola i d'un article que li va dedicar Joaquín Espín, es coneixen les dades més rellevants d'aquest músic que havia sigut dedicat pels seus pares a la carrera eclesiàstica.

## Biografia
Va rebre les primeres ordres l'any 1805. Es va formar musicalment amb Antonio Gómez, MC de la catedral de Terol, deixeble de Francisco Javier García, el Españoleto. Va ingressar de seise a la capella musical del seu poble i als 17 anys va opositar per la plaça de MC i organista de la col·legial major de Santa Maria de Calatayud (Saragossa), aconseguint la plaça. Al desembre de 1807, amb la renúncia del seu mestre, va ser escollit per substituir-lo i va romandre al càrrec fins al 1808, any de la invasió francesa. Va ser nomenat capità dels terços de Terol i va defensar Saragossa en el seu segon lloc. Posteriorment es va retirar al seu magisteri de Terol, però quan la ciutat va ser ocupada va haver de fugir.
La seva dedicació a la música va fer que entrés a l'exèrcit com a músic major a València, on va compondre una Batalla encarregada pel general Basecout. Després va passar a l'exèrcit del centre. L'any 1811 es va encarregar interinament de l'ensenyament del col·legi de seises de San Leandro a la catedral de Múrcia fins al 1814; aquell any, fixats els edictes per la provisió de la plaça i examinat per Pedro Aranaz, va aconseguir dita plaça, però estava casat -fet que no era permès-, i la plaça va ser entregada a un altre opositor. Tot i així, Soriano va ser compensat amb el lloc d'organista. Aquesta situació es va acabar quan la plaça va quedar vacant i li va ser donada sense oposició. A Múrcia hi va compondre nombroses obres que es conserven a la catedral (almenys fins al catàleg realitzat l'any 1925). Joaquín Espín afegeix: “Ell va impulsar la música no només a la capital sinó a tota la província, i el record d'aquest savi mestre és grat i estimat per tots els murcians que escolten cada dia amb més plaer les seves grans i excel·lents composicions”. A Múrcia hi va deixar alumnes com Gil, Martínez i Aliaga.
L'any 1830 va començar la segona època de la seva vida presentant-se com a candidat a ocupar el magisteri de la Real Capella, competint, entre d'altres, contra Andreví, Eslava i Carnicer. Espín torna a dir que va obtenir “la millor censura”, però que altre cop va ser exclòs per no tenir la condició sacerdotal. No obstant, li va ser concedida la plaça de “compositor de la Càmera de S. M. per Ferran VII l'any 1832” i es va traslladar a Madrid. L'any 1835 va cessar per extinció de la plaça i se li va donar un reduït sou.
Va escriure el Método de armonía y composición i va ser molt considerat com a teòric, segons assenyala el seu fill: “Les observacions fetes als Principis elementals de música del compte de T..., al Método de solfeos de D. Marcelino Castilla, y a la Genephonía del Excmo. Sr. D. José de Virués i Spínola, van donar a conèixer al món de l'art el talent gens comú se Soriano per l'ensenyament, recolzant al mateix temps l'estima i distinció de les persones il·lustrades i enteses i el dels autors al·ludits”.

## Obra

#### Obres teòriques
- Escala cantada por el tiple con diversas armonizaciones, 1833
- Ejemplos y explicación de las doce operaciones que pueden hacerse sobre un canto sencillo dado en el bajo, 1838
- Frases y períodos cortos en el bajo para armonizarlos con novedad y variación, 1838
- Períodos o cantos cortos dados en el tiple para armonizarlos y ponerlos el bajo y sus melodías, 1838
- Dictamen de D. Indaleico Soriano Fuertes sobre una misa de réquiem, Madrid, 1843
- Tratado de armonía y nociones generales de todas las especies de contrapunto libre moderno, del trocado o contrapunto doble, triple y cuádruple a la 8ª de la imitación y cánones del ritmo, la melodía y el fraseo, y del canto retrógrado o cangrizante, Madrid, LL, 1845
- Breves principios de música
- Explicación de los retardos y ejemplos prácticos
- Maneras diferentes de acompañar las escalas diatónicas y cromáticas
- Método de solfeo

#### Obres
(Les no incloses al catàleg de 1925 de la catedral de Múrcia procedeixen del catàleg de Barbieri; E:MUc = catedral de Múrcia)
Misses
- Missa, 4V, Orq, 1816
- Missa breu en Sib, 8V, Orq, E:Mp
- Missa de rèquiem, 8V, Orq, E:Mp
- Missa en Do, 3V, Orq, E:MUc
- Missa en Do, 8V, Orq, E:Mp
- Missa en Si, 4V, Orq, E:MUc
- Missa en Sib, 4V, Orq, E:MUc
- Missa en Sol, 8V, Orq, E:Mp

Oficis
- 2ª Nocturno de difuntos, 4V, b
- Oficio de difuntos, 4V, E:MUc
- Oficio de difuntos, Orq
- Vísperas de santos, 8V, Orq, E:Mp

Himnes
- Himno a San José, Co, E:MUc
- Himno al ángel del reino, Co, E:MUc
- Himno y salmo
- Himnos a los santos Hemeterio y Celedonio, E:MUc
- Himnos de laudes, Co, E:MUc
- Himnos de maitines, Co, E:MUc
- Te Deum, 4V, Orq, E:Mp
- Te Deum, 4V, Orq, E:Mp

Invitatoris
- De apóstoles, 4V, órg, E:MUc
- De Corpus, 4V, órg, E:MUc
- De Navidad, 4V, órg, E:MUc
- De resurrección, 4V, órg, E:MUc
- De Reyes, 4V, órg, E:MUc
- De Reyes, 5V, órg, E:MUc
- De San Pedro, 4V, órg, E:MUc

Lamentacions
- Deus tuorum, 1803
- Lamentación 1ª de Jueves Santo, A, Orq, E:Mp
- Lamentación 1ª del Jueves, 1830, sol, Orq
- Lamentación 3ª del miércoles, Orq
- Lamentaciones 1a de jueves, 4V, Orq, E:MUc
- Lamentaciones 1ª de miércoles, 4V, E:MUc
- Lamentaciones 1ª de viernes, 4V, Orq, E:MUc

Salms
- Dixit Dominus, 4V, orq
- Dixit Dominus, 1803, 8V
- Laetatus sum, 4V, E:MUc
- Lauda Jerusalem, 4V, órg, E:MUc
- Lauda Jerusalem, 6V, B
- Laudate pueri, 4V, 1828
- Miserere, 4V, Orq, E:Mp
- Ne recorderis, 4V, Orq, 1828
- Nisi Dominus, 4V, órg, E:MUc

Seqüències
- Secuencia, 4V, Orq, 1812
- Sequencia de difuntos, 8V, Orq, 1814

Villancets
- Villancico al Nacimiento
- Villancico para la banda militar

Altres
- Benedictus, 8V, b
- Dios te salve María, 3V, Orq
- Gozos a Santiago el Mayor, 2Co, Orq, 1812
- Liberame, Orq
- Magnificat, 4V, Orq, 1830
- Motete a San Fulgencio, 4V, Orq, E:MUc
- Motete para la adoración de la Cruz, 4V, E:MUc
- Parce mihi, 8V, Orq
- Regina Coeli, 3V, órg, E:MUc
- Salve, 2V, órg
- Salve en Fa M, 2V, E:MUc
- Te Deum, 8V, Orq

Orquestra
- Canción patética con orquesta compuesta para las bodas de Fernando VII, 1816
- Polaca de tenor obligada de fagot, Orq, 1817
- Adagio y vals obligadp de clarinete con orquesta, 1818
- Canción a 3 con orquesta, 1821
- Sinfonía a grande orquesta militar, 1825
- Andante con variaciones de fagot con orquesta,1829
- Pasodoble lúgubre militar, 1829
- Adagio y polaca de fagot con orquesta, 1830
- Canción con toda orquesta, 1830
- Sinfonía militar, 1830
- Adagio y 4 valses para orquesta, 1832
- Sinfonía, 1832
- Adagio y seis valses para orquesta, 1833
- Seis contradanzas a orquesta, 1833
- Seis valses a orquesta, 1833
- Andante y variaciones de clarinete con orquesta
- Concierto de fagot con orquesta
- Sinfonía a toda orquesta
- Sinfonía en Re, Orq, E:Mp
- Variaciones de flauta con orquesta

Música de cambra
- Adagio, tp, cu
- Adagio y tema con variaciones, cuart, 1824
- Adagio y variaciones, fl, p